# Enrique Rosas Paravicino
Enrique Rosas Paravicino (Ocongate, Cusco, 1948) es un narrador, poeta y docente universitario peruano. Dentro de sus obras reconocidas se encuentran el libro de cuentos Al filo del rayo (1988) y la novela El gran señor (1994). La edición nr. 5 de la revista Cuadernos urgentes publicada por Distopía editores y la Universidad Nacional Mayor de San Marcos (UNMSM) estuvo dedicada a Rosas Paravicino. Fue parte del comité editorial de la revista andina de cultura Sieteculebras junto a Mario Guevara y Luis Nieto Degregori.